# Assiettes tournantes
Pour plus de détails, voir Fiche technique et Distribution.
Assiettes tournantes est un court métrage documentaire muet français réalisé  par Louis Lumière en 1896 et produit par la Société Lumière. 

## Description
L'illusionniste Félicien Trewey fait tourner des assiètes. La scène se déroule sur la terrasse de la maison Lumière du Clos des Plages à La Ciotat.

## Fiche technique
- Titre : Assiettes tournantes
- Titre original : Assiettes tournantes
- Réalisation : Louis Lumière
- Production : Société Lumière
- Lieu de tournage : La Ciotat (France)
- Pays d'origine :  France
- Vue no  : 1
- Genre : Documentaire
- Format : Court métrage — Muet — Noir et blanc
- Durée : 46 s
- Date de réalisation : 1896
- Dates de sortie :
  -  Royaume-Uni : 20 février 1896 à Londres
  -  France : 16 août 1896 à Lyon
  -  Italie : août 1953 à la Mostra de Venise
  -  Italie : 26 juin 2016 à Il cinema ritrovato

## Sources
- Catalogue Lumière, « assiettes tournantes » (consulté le 8 février 2024).